# Gorianádhes
Gorianádhes (Gorianades) är en ort i Grekland.   Den ligger i prefekturen Nomós Evrytanías och regionen Grekiska fastlandet, i den centrala delen av landet, 200 km nordväst om huvudstaden Aten. Gorianádhes ligger 860 meter över havet och antalet invånare är 146.
Terrängen runt Gorianádhes är kuperad åt sydost, men åt nordväst är den bergig. Runt Gorianádhes är det glesbefolkat, med 16 invånare per kvadratkilometer. Närmaste större samhälle är Karpenísi, 1,5 km nordost om Gorianádhes. I omgivningarna runt Gorianádhes växer i huvudsak blandskog.